# Renacer (album de Senses Fail)
Albums de Senses Fail
The Fire
(2010) Pull The Thorns From Your Heart
(2015)
Singles
Renacer (« Renaître » en espagnol) est le cinquième album studio du groupe américain de post-hardcore Senses Fail. Il est sorti le 26 mars 2013.
C'est le premier album sans la participation du membre fondateur et guitariste Garett Zablocki, remplacé par Matt Smith (de Strike Anywhere). Jason Black, bassiste du groupe, n'a pas pu participer à l'enregistrement à cause de ses occupations avec son groupe d'origine, Hot Water Music. C'est Zack Roach qui s'est occupé d'enregistrer la basse sur l'album. Il s'agit également du dernier album sur lequel Dan Trapp, batteur et membre fondateur, est présent, car il a quitté le groupe par la suite fin 2014. C'est le premier album de Senses Fail à s'aventurer vers des styles plus lourds comme le metalcore, le punk hardcore et le sludge metal.

## Conception
En novembre 2012, le groupe a annoncé qu'ils étaient sur le point d'entrer en studio avec le producteur Shaun Lopez, visant une sortie du cinquième album studio pour le printemps 2013. Ils ont publié une déclaration à propos du prochain album, disant « Durant les 10 dernières années, nos influences ont changé et évolué, et le puits de créativité duquel nous puisons s'est approfondi. Cet album est là pour montrer où nous en sommes dans nos vies privées et créatives. Nous avons toujours considéré ce groupe comme notre rocher et notre forme positive d'expression à travers nos hauts et nos bas. Ceci n'a jamais été aussi vrai qu'avec ces chansons. »

## Son et thématiques
Selon la bio du groupe sur Staple Records, le titre de l'album "Renacer" veut dire "renaître" en espagnol. C'est le thème récurrent de l'album car Buddy voulait prendre une direction créative plus lourde et plus aventureuse.
A propos de la sonorité de cet album, Buddy avait déclaré:

« J'ai toujours voulu que le groupe aille de l'avant en étant moins pop et plus lourd et explorateur. Nous avions besoin de changer certaines choses, faire quelque chose de différent et aller de l'avant. Nous voulions avoir de l'espace, car nous voulions que cet album sonne plus lourd et ouvert. Si vous voulez que quelque chose ait un son lourd, il faut de l'espace, pas obligatoirement la structure mélodique ou les cris. »

Concernant le choix de travailler avec le producteur Shaun Lopez plutôt que Bian McTernan (qui avait produit les trois derniers albums), Buddy a dit:

« Nous avions besoin de tout changer. Je ne pense pas que nous aurions pu écrire ce genre de chansons si nous avions opté pour McTernan. Nous aurions eu une approche différente. Dan et moi avons dit, 'Faisons quelque chose de différent: Prenons une personne différente, enregistrons l'album quelque part d'autre, écrivons avec d'autres personnes, ne nous interdisons rien sur ce que l'on veut faire.' »

L'album contient un son plus lourd versant dans le punk hardcore et le metalcore, contrastant avec le style des albums précédents qui étaient plus orientés vers le post-hardcore. Il y a également des côtés sludge metal.

## Singles
Le single "Mi Amor" est sorti le 4 février 2013. La quasi-totalité de la chanson est en espagnol, Nielsen a expliqué :"Nous avions toujours voulu faire une chanson en espagnol... J'ai cherché plusieurs types de cris pour la chanson et j'ai décidé d'essayer une ou deux phrases en espagnol, juste pour voir si cela aboutirait à une idée. J'ai traduit phrase par phrase de l'anglais à l'espagnol, tout en m'assurant que les rimes fonctionnent et que tout ça ait un sens. Le tout s'est tellement bien assemblé que l'on est parti sur ça.". Un clip vidéo, réalisé par Behn Fannin est également sorti. Le clip contient "Une séance de magie noire qui donne la vie à une peluche de panda" dans un ton décalé. Nielsen a décrit l'idée derrière la vidéo, "Nous avions envie de créer quelque chose qui donnerait envie aux gens de voir la vidéo plus d'une fois. Il y a deux façons de le faire: être choquants ou être drôles. Nous avons choisis la dernière option. Le thème de cette chanson (et donc de l'album) et que l'amour peut tout changer, que ce soit de l'amour humain ou provenant d'une peluche de panda. Je trouve que c'est une façon marrante et mignonne de montrer une représentation visuelle de 'Mi Amor' et de ce que ça pourrait dire pour les autres." Il a également expliqué que l'idée d'origine était une vidéo soft porn/horrifique.

## Accueil critique
L'album a reçu un accueil plutôt positif. Edward Strickson d'Alternative Press a donné une note de 4/5 à Renacer, louant le contraste dont le groupe fait preuve en comparaison aux précédents albums. Ultimate Guitar a également encensé l'album, disant qu'il "s'agit sans doute de leur meilleur jusque là".
Cependant, dans une critique à 4/10, Pop Matters a critiqué les paroles et pointé du doigt l'album qui "dresse le portrait d'un groupe qui manque de courage et d'une volonté de s'affranchir des tendances qu'ils ont dépassé et qu'ils ne veulent plus soutenir".

## Liste des chansons
| No  | Titre                             | Durée |
| --- | --------------------------------- | ----- |
| 1.  | Renacer                           | 2:27  |
| 2.  | Holy Mountain                     | 3:52  |
| 3.  | Mi Amor                           | 3:29  |
| 4.  | Closure/Rebirth                   | 3:24  |
| 5.  | The Path                          | 3:54  |
| 6.  | Canine                            | 3:27  |
| 7.  | Glass                             | 4:22  |
| 8.  | Ancient Tombs                     | 4:00  |
| 9.  | Frost Flower                      | 2:22  |
| 10. | Snake Bite                        | 3:45  |
| 11. | Courage of the Knife              | 3:15  |
| 12. | Between the Mountains and the Sea | 4:57  |

## Membres
- Buddy Nielsen : chant
- Zack Roach : guitare, basse
- Matt Smith : guitare
- Dan Trapp : batterie
- Shaun Lopez : producteur